# Desoxicitidina
La desoxicitidina, amb fórmula C9H13N₃O₄, és un desoxiribonucleòsid compost per una base de pirimidina i d'una desoxiribosa enllaçats per un enllaç β-N1-glucosídic. És similar a la citidina, però sense un dels àtoms d'oxigen. La desoxicitidina és un nucleòsid que entra dins de la composició dels àcids nucleics i permet la codificació genètica.